# Tones and I
Toni Watson, művésznevén Tones and I(Mornington-félsziget, Ausztrália 2000. augusztus 13. –) ausztrál énekesnő és dalszerző. Az ismertséget a 2019. május 10-én megjelent Dance Monkey című dal hozta meg számára.
Tones and I első kislemeze a Johnny Run Away 2019. március 1-jén jelent meg, majd ezt követte május 10-én a Dance Monkey című dal, mely több mint 30 ország slágerlistáján az 1. helyre jutott.

## Diszkográfia

### EP-k
| Cím                 | Megjelenés                                                                                                  | Legjobb slágerlistás helyezés | Legjobb slágerlistás helyezés | Legjobb slágerlistás helyezés | Legjobb slágerlistás helyezés | Legjobb slágerlistás helyezés | Legjobb slágerlistás helyezés | Legjobb slágerlistás helyezés | Legjobb slágerlistás helyezés | Legjobb slágerlistás helyezés | Legjobb slágerlistás helyezés | Minősítések                                           |
| Cím                 | Megjelenés                                                                                                  | AUS                           | CAN                           | DEN                           | FIN                           | FRA                           | IRE                           | NOR                           | NZ                            | SWE                           | US                            | Minősítések                                           |
| ------------------- | --- | ----------------------------- | ----------------------------- | ----------------------------- | ----------------------------- | ----------------------------- | ----------------------------- | ----------------------------- | ----------------------------- | ----------------------------- | ----------------------------- | ----------------------------------------------------- |
| The Kids Are Coming | - Megjelent: 2019. augusztus 30. - Formátum: CD, Digitális letöltés, Streaming, LP - Label: Bad Batch, Sony | 3                             | 9                             | 8                             | 19                            | 31                            | 40                            | 3                             | 23                            | 15                            | 30                            | - ARIA: Arany - MC: Arany - RIAA: Arany - SNEP: Arany |

### Kislemezek
| Cím                                                                   | Év   | Legjobb slágerlistás helyezés | Legjobb slágerlistás helyezés | Legjobb slágerlistás helyezés | Legjobb slágerlistás helyezés | Legjobb slágerlistás helyezés | Legjobb slágerlistás helyezés | Legjobb slágerlistás helyezés | Legjobb slágerlistás helyezés | Legjobb slágerlistás helyezés | Legjobb slágerlistás helyezés | Legjobb slágerlistás helyezés | Díjak, jelölések | Album                    |
| Cím                                                                   | Év   | AUS                           | BEL (WA)                      | GER                           | IRE                           | NOR                           | NZ                            | SWE                           | SWI                           | UK                            | US                            | US Rock                       | Díjak, jelölések | Album                    |
| --------------------------------------------------------------------- | ---- | ----------------------------- | ----------------------------- | ----------------------------- | ----------------------------- | ----------------------------- | ----------------------------- | ----------------------------- | ----------------------------- | ----------------------------- | ----------------------------- | ----------------------------- | --- | ------------------------ |
| Johnny Run Away                                                       | 2019 | 12                            | —                             | —                             | —                             | 83                            | —                             | —                             | —                             | —                             | —                             | —                             | - ARIA: 3× Platina | The Kids Are Coming      |
| Dance Monkey                                                          | 2019 | 1                             | 1                             | 1                             | 1                             | 1                             | 1                             | 1                             | 1                             | 1                             | 1                             | 3                             | - ARIA: 14× Platina - BEA: 4× Platina - BPI: 4× Platina - BVMI: 3× Platina - IFPI SWI: 3× Platinum - RIAA: 4× Platina - RMNZ: 5× Platina | The Kids Are Coming      |
| Never Seen the Rain                                                   | 2019 | 7                             | 3                             | 51                            | 21                            | —                             | 36                            | 69                            | 49                            | 99                            | —                             | —                             | - ARIA: 5× Platina - BEA: Platina - BPI: Ezüst - RMNZ: Arany                                                                             | The Kids Are Coming      |
| The Kids Are Coming                                                   | 2019 | 65                            | —                             | —                             | —                             | —                             | —                             | —                             | —                             | —                             | —                             | —                             | - ARIA: Arany | The Kids Are Coming      |
| Bad Child                                                             | 2020 | 15                            | —                             | —                             | —                             | 13                            | —                             | 79                            | 73                            | —                             | —                             | 19                            | - ARIA: Platina | Nem jelent meg albumon   |
| Can’t Be Happy All the Time                                           | 2020 | —                             | —                             | —                             | —                             | —                             | —                             | —                             | —                             | —                             | —                             | —                             | | Nem jelent meg albumon   |
| Ur So F**king Cool                                                    | 2020 | 44                            | 26                            | 37                            | —                             | —                             | —                             | —                             | 93                            | —                             | —                             | 23                            | - ARIA: Arany | Nem jelent meg albumon   |
| Fly Away                                                              | 2020 | 4                             | 27                            | 44                            | 69                            | 37                            | 38                            | 29                            | 30                            | —                             | —                             | 23                            | | Welcome to the Mad House |
| Won’t Sleep                                                           | 2021 | —                             | —                             | —                             | —                             | —                             | —                             | —                             | —                             | —                             | —                             | —                             | | Welcome to the Mad House |
| "—" nem volt slágerlistás helyezés, vagy nem jelent meg az országban. |      |                               |                               |                               |                               |                               |                               |                               |                               |                               |                               |                               | |                          |

### Promóciós kislemezek
“Forever Young” (2019)

### Egyéb slágerlistás dalok
| Cím     | Év   | Legjobb slágerlistás helyezés | Legjobb slágerlistás helyezés | Album               |
| Cím     | Év   | AUS                           | NZ Hot                        | Album               |
| ------- | ---- | ----------------------------- | ----------------------------- | ------------------- |
| "Jimmy" | 2019 | 79                            | 29                            | The Kids Are Coming |

## Díjak, és jelölések
Az ARIA Music Awards egy díjátadó ünnepség, mely elismeri az ausztrál zeneiparban megjelent dalokat. A Tones and I nyolc díjra volt jelölve, melyből négyet meg is nyert.